# La donna esplosiva
La donna esplosiva (Weird Science) è un film del 1985 diretto da John Hughes.
Nel 1994 dalla storia è stata tratta una omonima serie televisiva.

## Trama
Gary e Wyatt sono due adolescenti molto imbranati, specie con le ragazze, che divengono spesso e volentieri oggetto di scherno da parte dei loro coetanei Ian e Max. Un giorno, in seguito alla visione in tv di un film di Frankenstein, decidono di creare la donna ideale servendosi del computer di Wyatt; salta fuori così Lisa, una ragazza bellissima e praticamente perfetta, che si rivelerà per di più dotata di poteri straordinari.
Così per Gary e Wyatt si apre una serie di appassionanti avventure che li porterà a maturare e a trovare fiducia in sé stessi, riuscendo, grazie all'aiuto di Lisa, a conquistare il cuore di due loro coetanee e a ottenere popolarità tra i loro compagni di scuola. Alla fine si scopre che la popolarità di Gary e Wyatt avviene "magicamente", perché Lisa ha usato i suoi super poteri per aiutare i ragazzi a integrarsi.

## Produzione

### Cast, regia e sceneggiatura
Il titolo e la trama del film fanno riferimento a una serie di fumetti degli anni '50, pubblicati da William M. Gaines e la sua compagnia Ec Comics; la trama prende spunto dall'albo Made of the Future di Al Feldstein. I diritti dell'intera serie erano stati acquisiti dal produttore Joel Silver nei primi anni '80.
L'idea originaria del regista era di non dover dirigere il film, ma soltanto di elaborare la sceneggiatura, scritta in soli due giorni; la produzione riuscì a fargli cambiare idea facendogli una proposta: se avesse diretto La donna esplosiva, i produttori gli avrebbero finanziato un film a cui lui teneva moltissimo: Breakfast Club. In seguito, Hughes ha affermato di essersi irritato non poco con la produzione, colpevole di voler iniziare a girare La donna esplosiva il prima possibile e per questo di avergli messo fretta durante le riprese di Breakfast Club.
Per ciò che concerne il cast, Anthony Michael Hall, voleva a tutti i costi recitare nuovamente con Hughes e per questo rifiutò di prendere parte a Ma guarda un po' 'sti americani!, seguito di National Lampoon's Vacation. Kelly LeBrock invece aveva inizialmente rifiutato il ruolo di Lisa, in quanto si trovava in vacanza in Francia e non voleva interrompere il soggiorno, salvo poi ripensarci.
Il computer di Wyatt è un Memotech MTX 512. La rivista da cui Wyatt e Gary creano accidentalmente il missile, è un numero di TIME del 31 gennaio 1983.
John Hughes, durante le riprese della scena in cui Lisa da l'addio a Wyatt e Gary, si è commosso fino alla lacrime. L'ultimo giorno di riprese, Robert Rusler doveva sostenere un provino per recitare in Nightmare II: La rivincita e venne accompagnato all'audizione da Robert Downey Jr.; Rusler riuscì a ottenere la parte.
Kym Malin, la pianista, nella scena in cui la casa viene distrutta non è stata sostituita da alcuna controfigura. Nella scena in cui Lisa è sulle scale mobili al centro commerciale, è udibile la famosa canzone di Roy Orbison Oh, Pretty Woman; in alcune copie del film, è stata però misteriosamente sostituita dal motivo principale Weird Science, per poi essere reinserita nella versione DVD del film.
Shermer, la città in cui Hughes ha ambientato alcune delle sue storie, non esiste, è in realtà il nome di una via in cui sono situati i fondali utilizzati nei suoi film. Sia in questo film che in Breakfast Club, Anthony Michael Hall dice di avere una fidanzata (immaginaria) in Canada.

### Colonna sonora
Il motivo musicale del film (intitolato Weird Science) è stato composto dagli Oingo Boingo, il cui frontman era il futuro compositore Danny Elfman.
"Weird Science" – Oingo Boingo
"Turn It On" – Kim Wilde
"Deep in the Jungle" – Wall of Voodoo
"Tubular Bells" – Mike Oldfield
"Tesla Girls" – Orchestral Manoeuvres in the Dark
"Private Joy" – Cheyne
"Wanted Man" – Ratt
"Don't Worry Baby" – Los Lobos
"Forever" – Taxxi
"Method to My Madness" – The Lords of the New Church
"Eighties" – Killing Joke
"Why Don't Pretty Girls Look at Me" – Wild Man from Wonga
"Nervous and Shakey" – The Del Fuegos
"The Circle" – Max Carl
"Tenderness" – General Public
"Do Not Disturb (Knock Knock)" – The Broken Homes
"Oh, Pretty Woman" – Van Halen

## Critica
Rotten Tomatoes assegna al film un punteggio di 56% basato su 36 recensioni professionali. Francesco Mininni su Magazine Italiano Tv lo definisce come "Il film più sciocco e inconsistente di John Hughes, profeta del nuovo cinema giovanil-adolescenziale. C'è poco da ridere, e gli ideali sono quanto meno discutibili". Telesette osserva, invece, che "John Hughes è un regista che ha scritto tutti i suoi film, e in tutti un'idea c'è: ha più spirito di tanti suoi colleghi di Hollywood. C'era piaciuto di più The Breakfast Club ma anche questa fiaba demenziale può divertire."
Il dizionario Farinotti assegna al film due stelle su cinque di giudizio. Secondo Fantafilm, la pellicola è un «piccolo cult per gli adolescenti degli anni '80 [...] Kelly LeBrock è più seducente che mai nel personaggio di Lisa».